# Зинченко, Иван Михайлович
Иван Михайлович Зинченко (1923—2005) — полковник Советской Армии, участник Великой Отечественной войны, Герой Советского Союза (1945).

## Биография
Иван Зинченко родился 23 июня 1923 года в селе Новотроицкое (ныне — посёлок в Родинском районе Алтайского края). В 1939 году переехал в посёлок Рассвет Хабарского района. Окончил восемь классов школы и педагогический техникум, после чего работал учителем в сельских школах. В декабре 1941 года Зинченко был призван на службу в Рабоче-крестьянскую Красную Армию. В 1942 году он окончил ускоренный курс Киевского артиллерийского училища. С июля того же года — на фронтах Великой Отечественной войны. Принимал участие в боях на Юго-Западном, Донском, 2-м, 3-м и 4-м Украинском фронтах. Участвовал в Сталинградской битве, освобождении Украинской ССР, Румынии, Болгарии, Венгрии, Австрии. К декабрю 1944 года гвардии старший лейтенант Иван Зинченко командовал батареей 127-го гвардейского артиллерийского полка 59-й гвардейской стрелковой дивизии 46-й армии 2-го Украинского фронта. Отличился во время Будапештской операции.
4 декабря 1944 года Зинченко, несмотря на массированный вражеский огонь, успешно переправился через Дунай и, находясь в боевых порядках пехоты, корректировал огонь своего дивизиона. Когда батарея Зинченко переправилась вслед за ним, он руководил её действиями во время отражения шести немецких контратак и подавлении ряда огневых точек. В бою Зинченко получил тяжёлое ранение.
Указом Президиума Верховного Совета СССР от 24 марта 1945 года за «образцовое выполнение заданий командования и проявленные мужество и героизм в боях с немецкими захватчиками» гвардии старший лейтенант Иван Зинченко был удостоен высокого звания Героя Советского Союза с вручением ордена Ленина и медали «Золотая Звезда» за номером 3776.
После окончания войны Зинченко продолжил службу в Советской Армии. В 1951 году он окончил Военно-юридическую академию, после чего служил в органах военной юстиции, был членом ряда военных трибуналов. Последняя должность — председатель военного трибунала 1-й армии ПВО особого назначения. В июне 1983 году в звании полковника юстиции Зинченко был уволен в запас. 
Проживал в Москве, работал Межреспубликанской коллегии адвокатов. 
Умер 2 апреля 2005 года, похоронен на Митинском кладбище Москвы.
Был также награждён орденами Отечественной войны 1-й и 2-й степеней, Красной Звезды, «За службу Родине в Вооружённых Силах СССР» 3-й степени, рядом медалями, иностранными орденами.